# Pneumatopteris nitidula
Pneumatopteris nitidula är en kärrbräkenväxtart som först beskrevs av Karel Presl, och fick sitt nu gällande namn av Holtt. Pneumatopteris nitidula ingår i släktet Pneumatopteris och familjen Thelypteridaceae. Inga underarter finns listade.